# MdM
MdM, czyli Mann do Materny, Materna do Manna – telewizyjny talk-show Wojciecha Manna i Krzysztofa Materny. Emitowany w TVP1 w latach 1994–2001 (niektóre odcinki były retransmitowane w TVP Kultura). 14 marca 2011 powtórkową emisję zaczęła stacja TV Puls.
Każdy odcinek „MdM” składał się z licznych skeczy oraz parodii o różnorodnej tematyce. Niektóre skecze pojawiały się w poszczególnych odcinkach, np. Dr Werner i siostra Irena, parodie programów informacyjnych, m.in. Wiadomości by Mann i Materna (Wiadomości TVP) oraz wielu innych. Jednym ze stałych punktów programu były "Pajacyki" nadsyłane przez widzów.
Gościnnie w programie występowali m.in. Kazimierz Górski, Adam Hanuszkiewicz, Marek Pacuła, Jeremi Przybora, a piosenki wykonywały Katarzyna Groniec oraz Barbara Melzer.